# マーク・Z・ダニエレブスキー
マーク・Z・ダニエレブスキー（Mark Z. Danielewski, 1966年3月5日 - ）は、アメリカの作家。父親はポーランド出身の前衛映画監督タッド・ダニエレブスキーで、妹に歌手で作詞家のPoe（アニー・ディケーター・ダニエレブスキー）がいる。
イェール大学で英文学に取り組んだ後、ダニエレブスキーは、カリフォルニア州バークレーに移り、カリフォルニア大学バークレー校のサマープログラムでラテン語を学んだ。パリで、執筆に専念して過ごした事などもある。
1990年代はじめには、南カリフォルニア大学映画芸術学部（USC School of Cinematic Arts）で研究をすすめた。その後、ジャック・デリダの人生に基づいたドキュメンタリー、Derridaの編集補佐を勤め、音声なども担当した。
2000年に出版された、ダニエレブスキーの処女作である『紙葉の家』（House of Leaves）は、多数の熱狂的なファンを獲得した。そして2006年には、長篇二作目であるOnly Revolutionsが出版された。この作品はデビュー作ほど批評家の賞賛を得る事はできなかったが、全米図書賞の最終候補作となった。ダニエレブスキーの作品は、入り組んだ多層構造の物語やタイポグラフィの変化、一貫性のないページレイアウトなど、形態の実験的な選択を特徴とする。

## 作品
- 『紙葉の家』 House of Leaves (2000)
- The Whalestoe Letters (2000)
- The Fifty Year Sword (2005)
- Only Revolutions (2006)
- The Little Blue Kite (2019)